# Vlag van Warwickshire

Vlag van Warwickshire

De vlag van Warwickshire is de vlag van het historische graafschap Warwickshire in Engeland. De vlag werd geregistreerd bij het Flag Institute als resultaat van een campagne die de steun kreeg van een dozijn county-organisaties plus de goedkeuring van zowel de Lord Lieutenant als de High Sheriff.

## Ontwerp

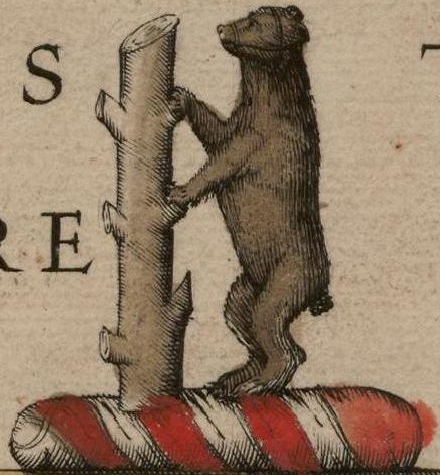
De beer en de voddenstaf zoals afgebeeld op de kaart van het graafschap van John Speed uit ca. 1611

Het ontwerp toont de traditionele beer en de gerafelde staf die sinds de middeleeuwen in het graafschap werden gebruikt als symbool van de graven van Warwick. Het eerste geregistreerde gebruik van de twee symbolen was door de familie Beauchamp, die in 1268 de graven van Warwick werden, als een zegel. Ze werden aanvankelijk afzonderlijk gebruikt en de vroegst bekende verschijning van hen samen was op een bed van zwarte stof geborduurd met een gouden beer en zilveren staf die eigendom was van Thomas de Beauchamp, 12e graaf van Warwick (1338-1401). De beer en de gerafelde staf verschijnen in dezelfde opstelling als de vlag in de kaart van John Speed uit 1611 van het graafschap.
De huidige houders van de titel Earl of Warwick, de familie Greville, kregen het symbool van hun voorgangers, een "beer rechtop, argent, muilkorf gules, steunend op een gerafelde staf van de eerste", kort nadat ze de titel in 1759 kregen. Dit wapen wordt vandaag de dag nog steeds gebruikt door de graven. In de loop der eeuwen is het ontwerp echter ook geassocieerd geraakt met het graafschap in bredere zin. Het 1st Warwickshire Militia regiment bijvoorbeeld, dat in 1759 voor het eerst werd opgericht, gebruikte het symbool. Veel andere organisaties in het graafschap volgden in het gebruik van de beer en de voddenstaf, waaronder Warwickshire Constabulary (opgericht in 1857) en Warwickshire County Council (opgericht in 1889). In het ontwerp van de vlag ontbreken de kettingen en de snuit van de beer, die vaak te vinden zijn in oude afbeeldingen van het embleem.